# Зальмы
Не путать с Зольмсами
Зальм или Сальм (Salm) — немецкий графский и княжеский род, с большой долей вероятности происходящий (наряду с Люксембургами) по прямой мужской линии от Вигерихидов. Первым из графов Зальмов был Герман Лютцельбургский (1087—1135). Его внуки, Генрих I и Фридрих, в 1163 г. положили начало линиям Верхнезальмской (Obersalm) и Нижнезальмской (Niedersalm). Последняя прекратилась в XV веке; различные ветви первой медиатизованы в 1802 и 1810 годах.

## Владения

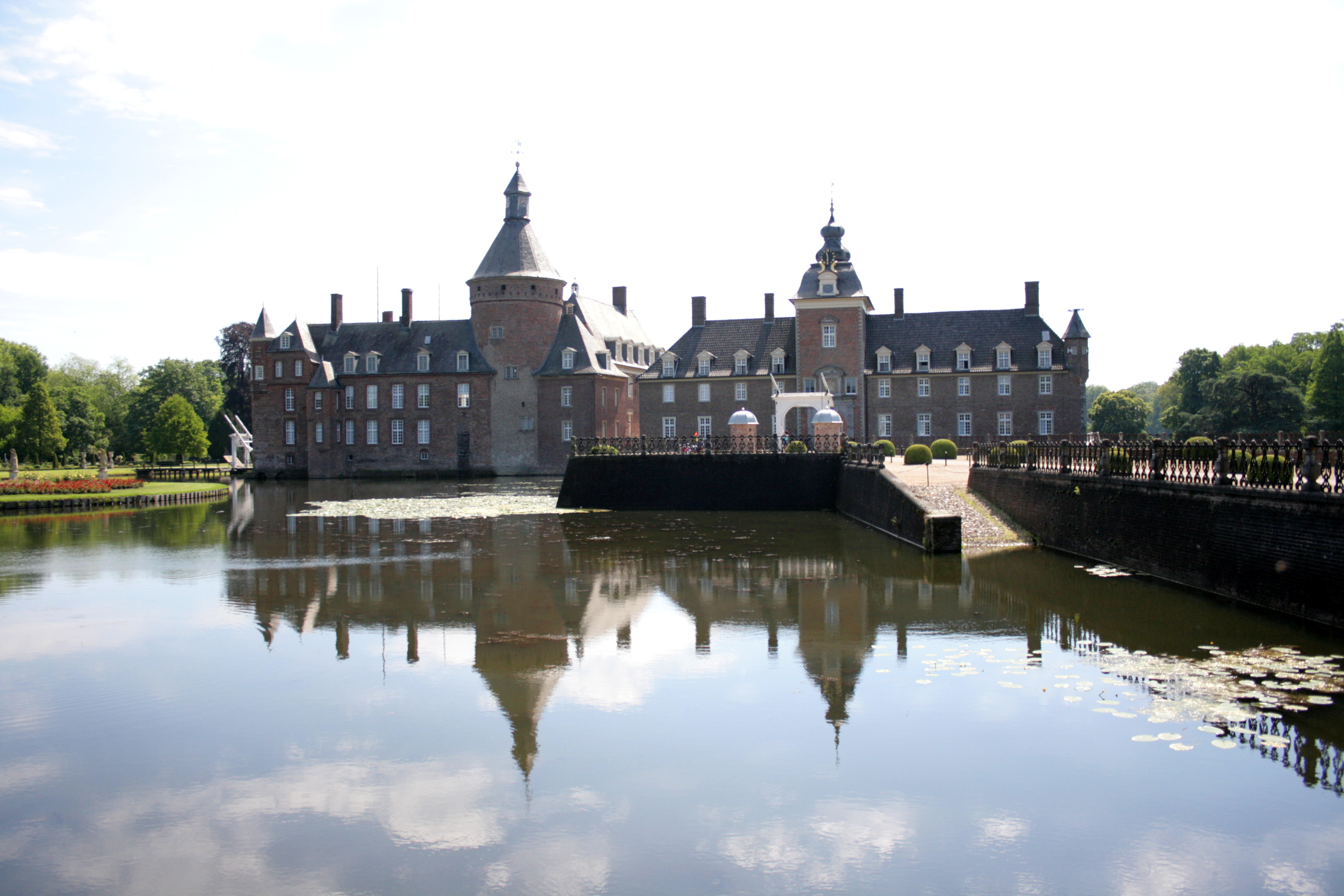
Замок Анхольт в Вестфалии (XVI—XVII вв.)

После многочисленных семейных переделов владения Зальмов и их место в рейхстаге были разделены (в начале XVIII века) между линиями Зальм-Зальм (Salm-Salm) и Зальм-Кирбург (Salm-Kyrburg):
- Основные владения Зальм-Зальмов лежали в Эльзасе, на границе Франции и Лотарингии, со столицей в Бадонвиллере. Там их гостем несколько раз был Вольтер. В начале 1790-х Сальмское княжество оккупировала революционная армия. Княжеские чертоги, расположенные в Сеноне, были переоборудованы в текстильные фабрики.
- Кирбургские Зальмы состояли в близком родстве с бельгийскими княжескими домами Круа и Горнов, за счёт браков унаследовав часть их вотчин. Столицей их владений в Порейнье был город Кирн.

Суверенное княжество Зальм со столицей в Бохольте возродилось в 1802 году на секуляризованных землях епископов Мюнстерских. Оно находилось в Вестфалии, на стыке границ Нидерландов, Франции и Пруссии, севернее герцогства Аренберг. В 1811 г. оно было оккупировано французами, затем отошло к Пруссии.
Бывшие суверенные правители влились в ряды наднациональной медиатизованной аристократии. Глава ветви Зальм-Зальмов вступил в австрийское подданство. Зальм-Кирбурги в настоящее время представлены морганатической линией баронов Ренненбергов.

## Видные представители
- Граф Николай Зальм-Рейффершейдский (1459—1530) — имперский военачальник. В битве при Павии он лично бился с королём Франциском I, причём оба получили раны. В 1529 ему была поручена оборона Вены против Сулеймана I.
- Граф Вольфганг Зальмский[нем.] (ум. 1555) — епископ Пассауский, основатель небольшой академии, в которой изучались латинский и греческий языки, а также французская, итальянская и испанская литература, что в ту эпоху было нововведением.
- Граф Филипп Отто Зальмский[нем.] (1575—1634) — императорский военный советник и фельдмаршал, в 1623 году получил титул имперского князя. Умер 23 ноября 1634 года от ран, полученных в битве при Нёрдлингене.
- Князь Фридрих III Сальм-Кирбургский (1744—1794) — наследник состояния Горнов, активный участник гражданских войн, которыми ознаменовались последние годы существования Соединённых провинций. Выстроил в Париже роскошный особняк, ныне служащий штаб-квартирой ордена Почётного легиона. Сложил голову на гильотине в разгар революционного террора.
- Амалия Зефирина фон Зальм-Кирбург (1760—1841) — сестра предыдущего, супруга принца Зигмарингена, прародительница королей Румынии, любовница генерала Богарне (первого мужа Жозефины).
- Граф Франциск Ксаверий Альтзальмский (1749—1822) — епископ в Каринтии. В 1809, во время тирольского восстания, он лично стал во главе виллахского и клагенфуртского ополчения и принимал участие в битве при Волано, после которой французы отступили из Южного Тироля. От него остался ряд проповедей на латинском, немецком и итальянском языках, план национальной академии переводов и т. п.
- Принц Йозеф цу Зальм-Райффершайдт-Дик (1773—1861) — известный ботаник, специалист по суккулентам, в своём имении Дик устроил образцовые оранжереи и ботанический сад. Женат на французской поэтессе Констанс де Теи, жил с ней в Париже.
- Принц Феликс Зальм-Зальмский (1828 — убит в 1870 при Гравелоте) — бригадный генерал армии северян в годы Гражданской войны в США, с 1866 г. на службе у мексиканского императора Максимилиана.
- Эрбпринц Эмануэль Зальм-Зальмский[нем.] (1871—1916) — генерал австрийской армии, муж Марии Кристины Австрийской, спонсор арктической экспедиции, открывшей остров Сальм (который носит его имя). Погиб на восточном фронте мировой войны, под Пинском.

Резиденции Зальмов
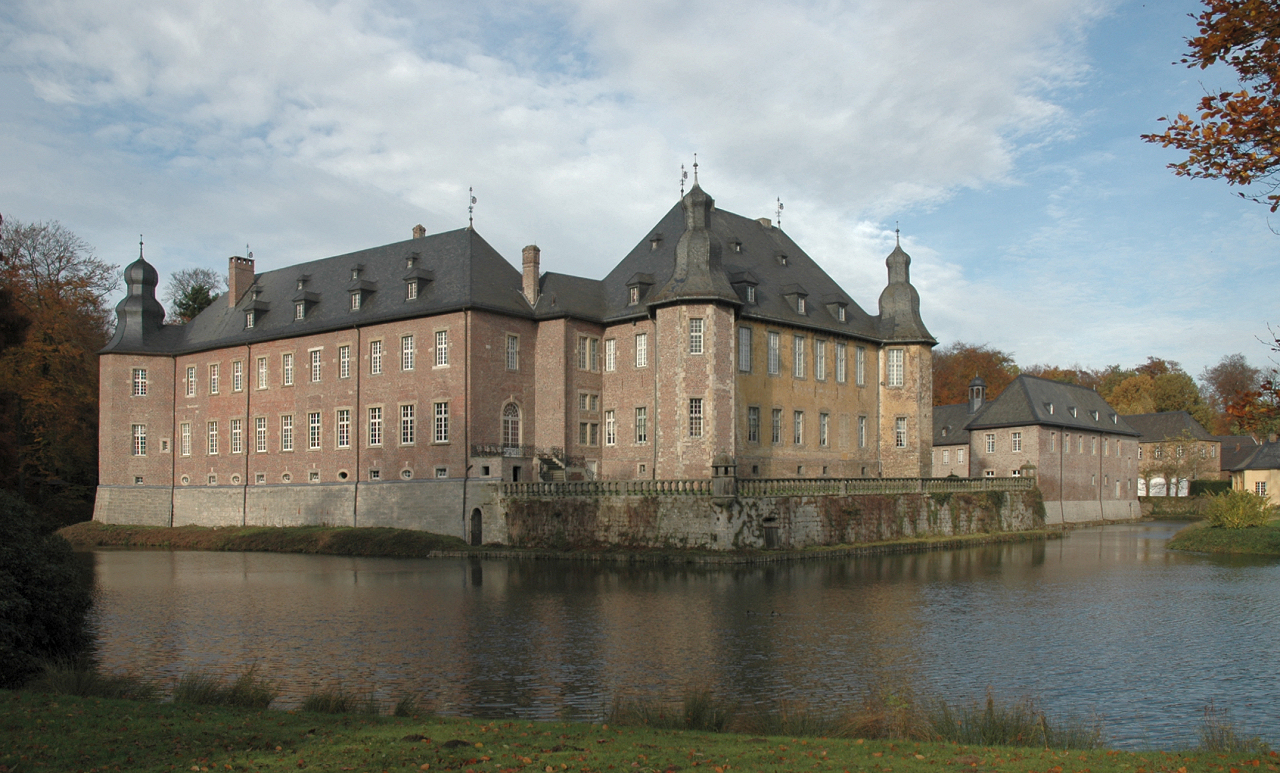
Замок Дик под Нойсом в Порейнье
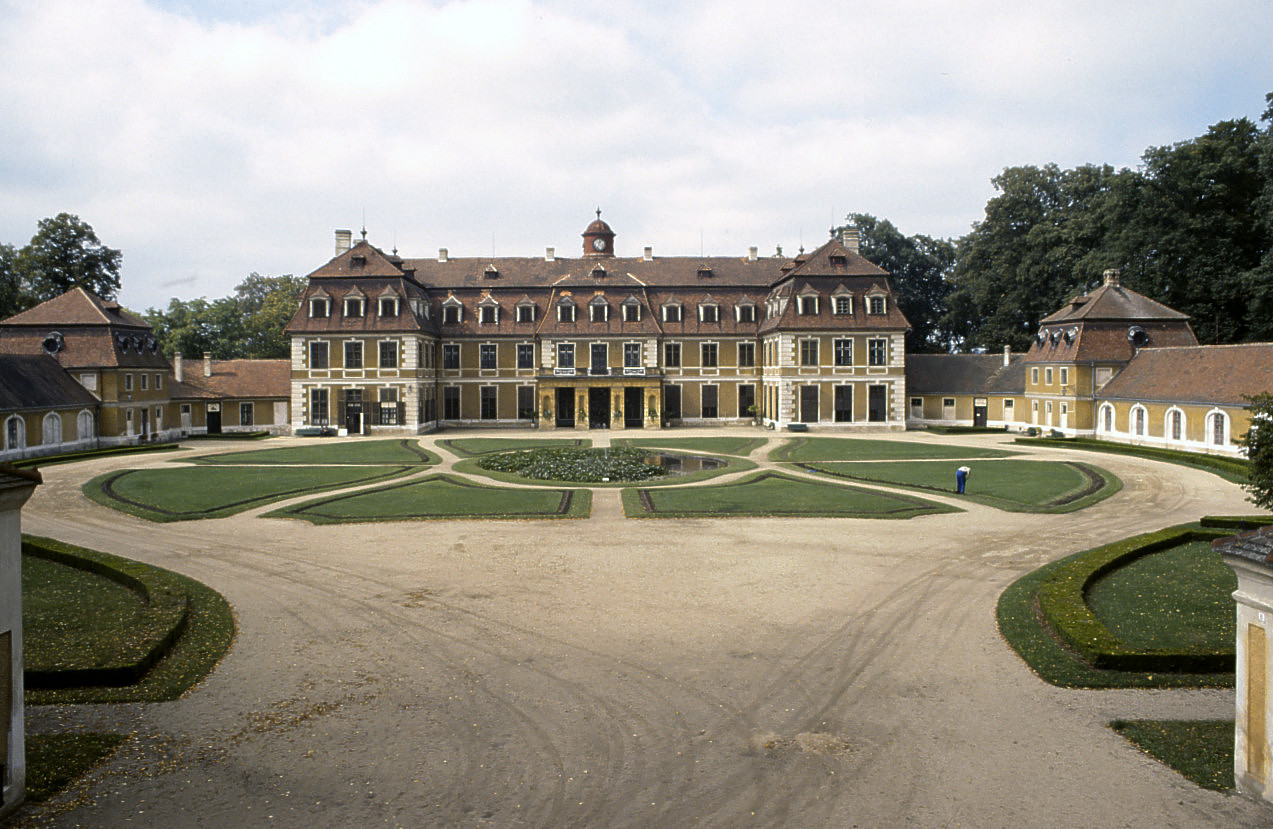
Дворец-замок Райек в Чехии
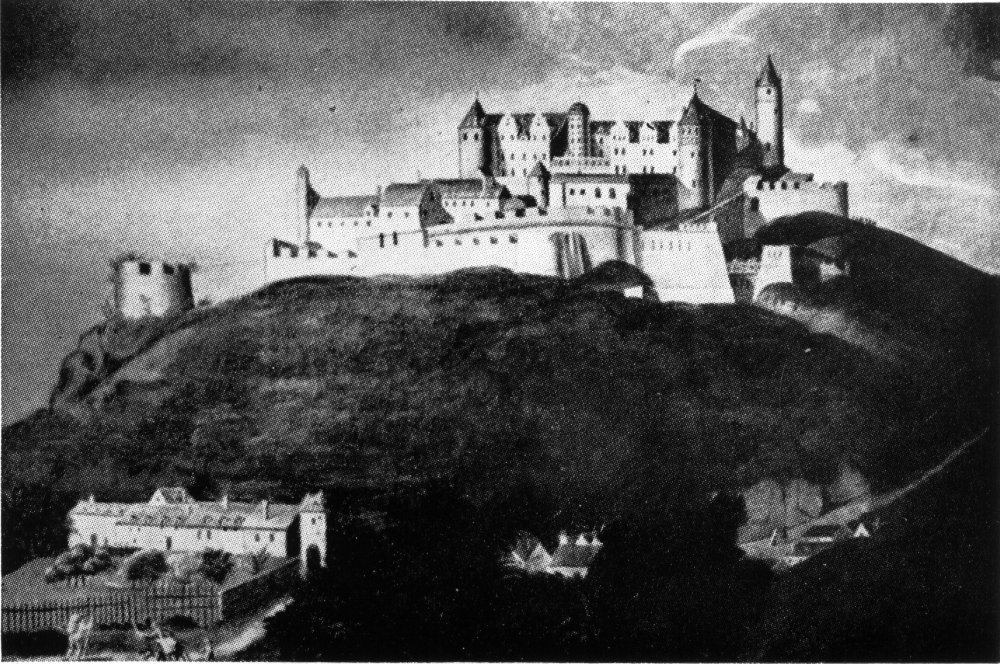
Замок Кирбург (ныне разрушенный)
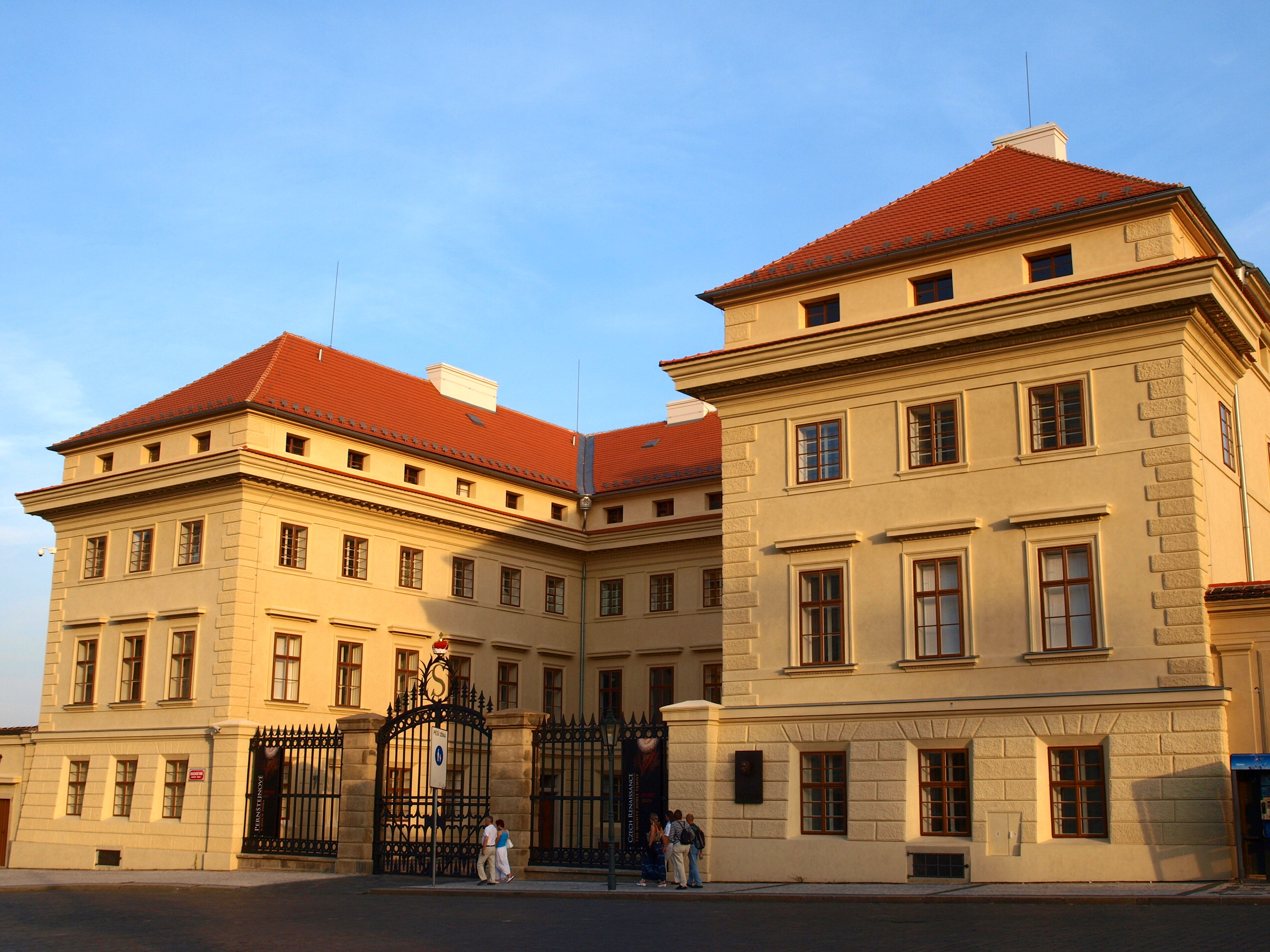
Салмовский дворец в Градчанах
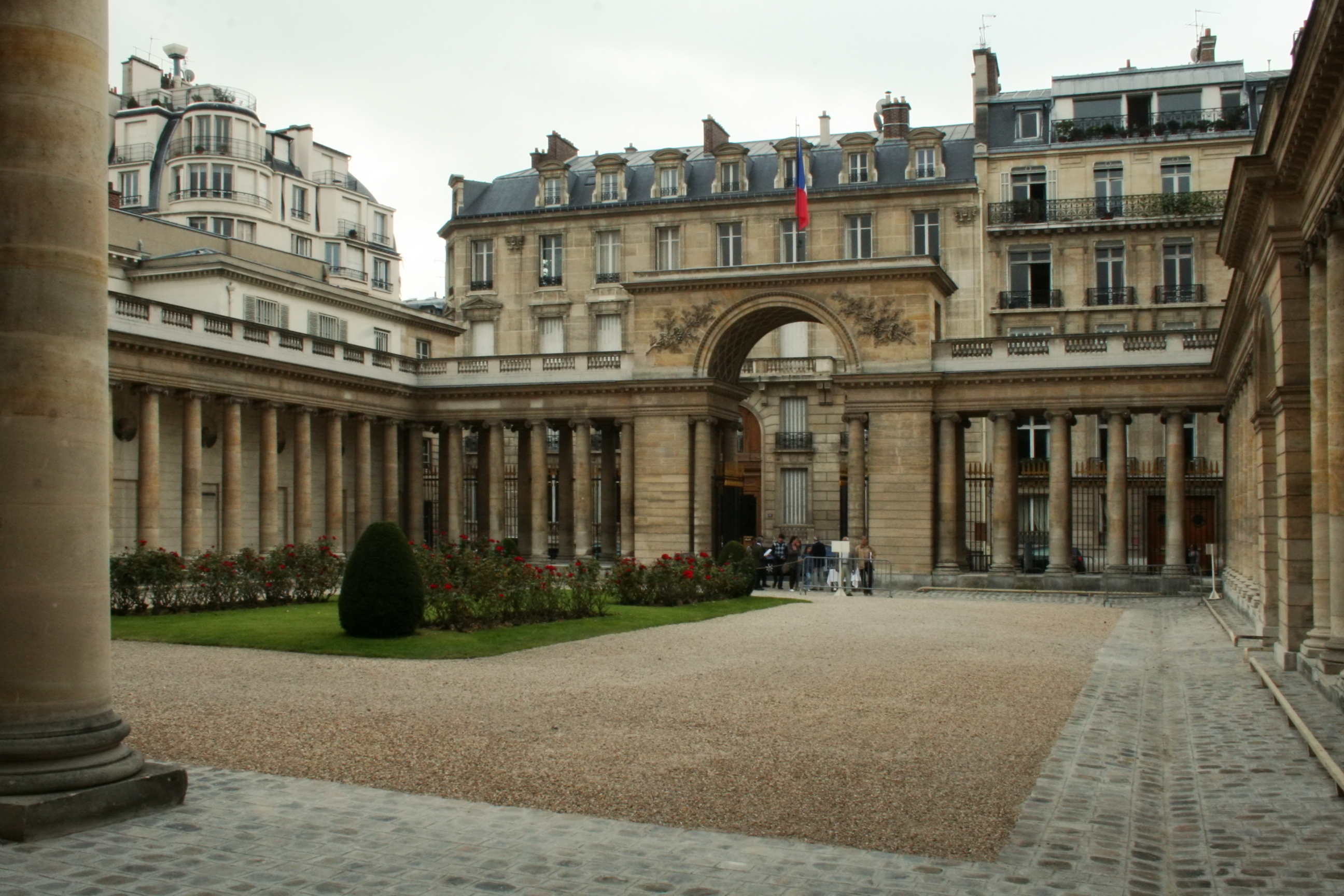
Отель де Сальм в Париже